# 푸아투

푸아투.

푸아투 문장.

푸아투 깃발.

푸아투(Poitou, 프랑스어 발음: [pwatu])는 푸아티에가 중심 도시인 프랑스 중서부의 옛 프로뱅스이다.

## 역사
푸아투 지역은 6세기에 티팔리아 (또는 테이팔리아, Theiphalia)라고 불렸다. 라로셸 북부이자 니오르 서쪽에 위치한 프랑스 서부 해안가인 푸아투 만에 푸아투 습지라고 불린 습지대가 있다.
1259년에 파리 조약으로 잉글랜드의 헨리 3세는 프랑스에게 대륙의 플랜태저넷 영토 (노르망디, 멘, 앙주, 푸아투 포함)를 상실을 승인하였다.
16세기 말에서 17세기 초 동안에 푸아투는 귀족과 부르주아층에 위그노 (프랑스 칼뱅주의자)들의 본거지였고 프랑스 종교 전쟁 (1562년–1598년)으로 인한 영향을 받기도 했다.
1604년 초에 현재 노바스코샤 주, 그 이후에는 뉴브런즈윅 주에 정착한 많은 아카디아인들은 푸아투 출신들이였다. 1755년이 시작될 무렵에 아카디아인들은 영국에 의해 추방당했고, 그 일부는 퀘백으로 대피했다. 이 난민들의 대다수는 1785년에 루이지애나로 추방당했고 최종적으로 케이준인 (아카디아 출신)이라고 알려지게 되었다.
1685년 낭트 칙령 철회 이후, 프랑스 가톨릭 교회에 의한 반종교 개혁 활동이 강성해졌고; 이는 1793년 바푸아투 (Bas-Poitou, 방데 주) 지역에서 프랑스 혁명 정부에 반대하는 3년간의 열린 반란으로 이어졌다. 추가적으로 1815년 나폴레옹의 백일천하 동안에 방데 주에는 루이 18세의 왕정 복원주의자들이 머물렀고 나폴레옹은 이 지역을 진정시키기 위해 장 막시밀리앙 라마르크가 휘하의 10,000명의 부대를 보내기도 했다.
랑페르가 지적한 것처럼 "17세기 푸아투의 위그노 지도자와 18세기 후반 방데 지역이 그렇게 되게 한 맹렬한 가톨릭 성향의 저항적인 왕정주의자들은 서로 매우 다른 이데올로기를 지니고 있었다. 저 두가지를 연결하는 공통적인 맥락은 지역 정체성에 대한 권리 주장과 그 구성과 정체성은 무엇이든간에 파리 중앙 정부에 대한 반대였다. (...) 루이 13세와 루이 14세가 흔들림없는 저항을 겪은 이 지역에서 부르봉 가문은 왕위를 잃었을 때 충성스럽고 호전적인 지지자들을 얻었고 로베스피에르가 이끄는 새로운 중앙 정부에 대해 반대하는 부르봉 왕가에 대한 충성심을 나타내었다."

## 같이 보기
- 푸아티에 백작
- 푸아투샤랑트 - 푸아티에를 포함한 오늘날의 레지옹
- 푸아티에 억양 - 푸아투에서 쓰는 프랑스 지역 언어